# خدمة المستثمرين من وكالة موديز
خدمة المستثمرين من وكالة موديز (بالإنجليزية: Moody's Investors Service)‏ غالبًا ما يشار إليها باسم موديز، هي شركة تصنيف ائتمان السندات، والتي تمثل خط الأعمال التقليدي للشركة واسمها التاريخي. تقدم الشؤكة أبحاثًا مالية دولية حول السندات الصادرة عن كيانات تجارية وحكومية. موديز، جنبا إلى جنب مع ستاندرد آند بورز ومجموعة فيتش، تعتبر واحدة من أكبر ثلاث وكالات تصنيف ائتماني. وهي مدرجة أيضًا في قائمة فورتشين 500 لعام 2021.
تصنف الشركة الجدارة الائتمانية للمقترضين باستخدام مقياس تصنيف موحد يقيس خسارة المستثمر المتوقعة في حالة التخلف عن السداد. تقوم الشركة بتقييم سندات الدين في العديد من قطاعات سوق السندات. وتشمل هذه السندات الحكومية والبلدية والشركات؛ الاستثمارات المدارة مثل صناديق أسواق المال وصناديق الدخل الثابت؛ المؤسسات المالية بما في ذلك البنوك وشركات التمويل غير المصرفية؛ وفئات الأصول في التمويل المهيكل. في نظام تصنيف الشركة، يتم منح الأوراق المالية تصنيفًا من أأأ إلى ج، حيث تكون أأأ هي الأعلى جودة و ج هي الأقل جودة.
أسس جون مودي شركة موديز في عام 1909، لإنتاج أدلة للإحصاءات المتعلقة بالأسهم والسندات وتصنيفات السندات. في عام 1975، تم تحديد الشركة كمنظمة تصنيف إحصائي معترف بها على المستوى الوطني من قبل هيئة الأوراق المالية والبورصات الأمريكية.

## تصنيفات موديز الائتمانية
وفقًا لوكالة موديز، فإن الغرض من تصنيفاتها هو "تزويد المستثمرين بنظام تدرج بسيط يمكن من خلاله قياس الجدارة الائتمانية النسبية المستقبلية للأوراق المالية". وكما توضح وكالة موديز، فإن تصنيفاتها "لا ينبغي تفسيرها على أنها توصيات"، وليس المقصود منها أن تكون الأساس الوحيد لقرارات الاستثمار. 
| تصنيفات موديز الائتمانية | تصنيفات موديز الائتمانية                                                                                          | تصنيفات موديز الائتمانية                                                |
| درجة استثمارية           | درجة استثمارية | درجة استثمارية                                                          |
| تصنيف                    | تصنيفات طويلة المدى                                                                                               | تصنيفات قصيرة المدى                                                     |
| ------------------------ | --- | ----------------------------------------------------------------------- |
| Aaa                      | تُصنف على أنها الأعلى جودة والأقل مخاطر ائتمانية.                                                                  | برايم-1 أفضل قدرة على سداد الديون قصيرة الأجل                           |
| Aa1                      | تُصنف على أنها ذات جودة عالية ومخاطر ائتمانية منخفضة للغاية.                                                       | برايم-1 أفضل قدرة على سداد الديون قصيرة الأجل                           |
| Aa2                      | تُصنف على أنها ذات جودة عالية ومخاطر ائتمانية منخفضة للغاية.                                                       | برايم-1 أفضل قدرة على سداد الديون قصيرة الأجل                           |
| Aa3                      | تُصنف على أنها ذات جودة عالية ومخاطر ائتمانية منخفضة للغاية.                                                       | برايم-1 أفضل قدرة على سداد الديون قصيرة الأجل                           |
| A1                       | تُصنف على أنها ذات جودة بدرجة فوق متوسطة ومخاطر ائتمانية منخفضة.                                                   | برايم-1 أفضل قدرة على سداد الديون قصيرة الأجل                           |
| A2                       | تُصنف على أنها ذات جودة بدرجة فوق متوسطة ومخاطر ائتمانية منخفضة.                                                   | برايم-1 / برايم-2 أفضل قدرة أو قدرة عالية على سداد الديون قصيرة الأجل   |
| A3                       | تُصنف على أنها ذات جودة بدرجة فوق متوسطة ومخاطر ائتمانية منخفضة.                                                   | برايم-1 / برايم-2 أفضل قدرة أو قدرة عالية على سداد الديون قصيرة الأجل   |
| Baa1                     | تُصنف على أنها ذات جودة بدرجة متوسطة، مع بعض عناصر المضاربة ومخاطر ائتمانية معتدلة.                                | برايم-2 قدرة عالية على سداد الديون قصيرة الأجل                          |
| Baa2                     | تُصنف على أنها ذات جودة بدرجة متوسطة، مع بعض عناصر المضاربة ومخاطر ائتمانية معتدلة.                                | برايم-2 / برايم-3 قدرة عالية أو قدرة مقبولة على سداد الديون قصيرة الأجل |
| Baa3                     | تُصنف على أنها ذات جودة بدرجة متوسطة، مع بعض عناصر المضاربة ومخاطر ائتمانية معتدلة.                                | برايم-3 القدرة المقبولة على سداد الديون قصيرة الأجل                     |
| درجة المضاربة            | |                                                                         |
| تصنيف                    | تصنيفات طويلة المدى                                                                                               | تصنيفات قصيرة المدى                                                     |
| Ba1                      | تُصنف بأنها تحتوي على عناصر مضاربة وذات مخاطر ائتمانية كبيرة.                                                      | ليس برايم Not Prime لا تندرج ضمن أي من الفئات الرئيسية                  |
| Ba2                      | تُصنف بأنها تحتوي على عناصر مضاربة وذات مخاطر ائتمانية كبيرة.                                                      | ليس برايم Not Prime لا تندرج ضمن أي من الفئات الرئيسية                  |
| Ba3                      | تُصنف بأنها تحتوي على عناصر مضاربة وذات مخاطر ائتمانية كبيرة.                                                      | ليس برايم Not Prime لا تندرج ضمن أي من الفئات الرئيسية                  |
| B1                       | تُصنف بأنها مضاربة وذات مخاطر ائتمانية عالية.                                                                      | ليس برايم Not Prime لا تندرج ضمن أي من الفئات الرئيسية                  |
| B2                       | تُصنف بأنها مضاربة وذات مخاطر ائتمانية عالية.                                                                      | ليس برايم Not Prime لا تندرج ضمن أي من الفئات الرئيسية                  |
| B3                       | تُصنف بأنها مضاربة وذات مخاطر ائتمانية عالية.                                                                      | ليس برايم Not Prime لا تندرج ضمن أي من الفئات الرئيسية                  |
| Caa1                     | تُصنف على أنها ذات نوعية رديئة وذات مخاطر ائتمانية عالية جدًا.                                                      | ليس برايم Not Prime لا تندرج ضمن أي من الفئات الرئيسية                  |
| Caa2                     | تُصنف على أنها ذات نوعية رديئة وذات مخاطر ائتمانية عالية جدًا.                                                      | ليس برايم Not Prime لا تندرج ضمن أي من الفئات الرئيسية                  |
| Caa3                     | تُصنف على أنها ذات نوعية رديئة وذات مخاطر ائتمانية عالية جدًا.                                                      | ليس برايم Not Prime لا تندرج ضمن أي من الفئات الرئيسية                  |
| Ca                       | تُصنف بأنها شديدة المضاربة مع احتمالية عالية للتخلف عن السداد، ولكن هناك إمكانية لاسترداد أصل القرض والفائدة.      | ليس برايم Not Prime لا تندرج ضمن أي من الفئات الرئيسية                  |
| C                        | تُصنف على أنها الأقل جودة، وعادة ما تكون في حالة التخلف عن السداد واحتمالية منخفضة لاسترداد أصل المبلغ أو الفائدة. | ليس برايم Not Prime لا تندرج ضمن أي من الفئات الرئيسية                  |